# Anthodioctes peruvianus
Anthodioctes peruvianus là một loài Hymenoptera trong họ Megachilidae. Loài này được Urban mô tả khoa học năm 2007.